# فرانسيسكو أنتونيللي
فرانسيسكو أنتونيللي (بالإيطالية: Francesco Antonelli)‏ هو لاعب كرة قدم إيطالي في مركز الوسط، ولد في 22 يوليو 1999 في روما في إيطاليا.

## وصلات خارجية
- فرانسيسكو أنتونيللي على موقع قاعدة بيانات كرة القدم.إي يو (الإنجليزية)
- فرانسيسكو أنتونيللي على موقع Soccerway.com (الإنجليزية)
- فرانسيسكو أنتونيللي على موقع عالم كرة القدم.نت (الإنجليزية)